# Twa
Los batwa (en singular: twa) son un pueblo pigmeo, de África Central. Son los más antiguos habitantes registrados en el área del continente africano que ahora comprende los territorios de Ruanda y Burundi.
Cuando los hutus y tutsis, de origen bantú, llegaron a la región, dominaron a los batwa y redujeron su población. Posteriormente los tutsis dominaron tanto a los batwa como a los hutu.
Los batwa viven principalmente en zonas rurales e inaccesibles y están marginados de las modernas sociedades africanas. Se dedican a la alfarería y a la agricultura de subsistencia. Viven en pequeños asentamientos dispersos en parajes apartados, en chozas de adobe y caña llamadas poto-poto. Son de pequeña estatura como todos los pigmeos y solo se relacionan entre ellos.
Fueron miembros de la Organización de Naciones y Pueblos No Representados (UNPO por sus siglas en inglés) entre el 17 de enero de 1993 y diciembre de 2019.